# Ukrajinka (rejon kamieński)
Ukrajinka (ukr. Українка) – wieś na Ukrainie, w obwodzie dniepropetrowskim, w rejonie kamieńskim, w hromadzie Krynyczky. W 2001 liczyła 986 mieszkańców, spośród których 889 wskazało jako ojczysty język ukraiński, 71 rosyjski, 5 mołdawski, 3 białoruski, 18 ormiański, a 4 osoby się nie zadeklarowały.